# Breathe (gruppo musicale)
I Breathe sono stati un gruppo musicale pop/soul britannico, formatosi nella capitale Londra. Attivi tra la fine degli anni ottanta e i primi anni novanta, hanno riscosso un discreto successo specialmente negli USA, soprattutto nella classifica di Billboard Adult Contemporary, nella quale hanno ottenuto un Top 20, un Top 5 e due Top 3, raggiungendo addirittura il numero 1 con How Can I Fall?.

## Storia del gruppo
Originariamente il gruppo era formato da cinque elementi e si chiamava Catch 22: tutti i membri erano amici d'infanzia che avevano frequentato, nello stesso periodo, la Yateley School nello Hampshire, Inghilterra, dove vivevano con le loro famiglie. Successivamente, si ridussero a un quartetto. Nel 1984, il cantante David Glasper, il chitarrista Marcus Lillington, il batterista Ian «Spike» Spice e il bassista Michael «Mick» Delahunty iniziarono a lavorare ad alcuni demo. I brani realizzati furono presentati allo staff dell'etichetta Siren Records, portando alla firma di un contratto discografico con la A&M Records.
La band registrò il primo album, intitolato All That Jazz, nel 1987, ristampandolo nel 1989, con l'aggiunta del primissimo singolo, "Don't Tell Me Lies", che non aveva avuto molto successo all'epoca della sua prima uscita, tanto da essere escluso dalla prima edizione del 33 giri, ma che ebbe maggiore fortuna al secondo tentativo, sulla scia dei successi ottenuti nel frattempo. Il long playing conteneva infatti le due hit più famose del gruppo, costituite dalle due ballate "How Can I Fall?" e "Hands to Heaven". Nel 1988, la prima arrivò fino al Numero 3 nella classifica statunitense dei Billboard Hot 100, mentre la seconda salì fino al Numero 2, piazzandosi anche al Numero 4 nella classifica britannica dei singoli e diventando così il loro primo e unico successo nella madrepatria. "Hands to Heaven" rientrò anche nella Top 40 annuale di Billboard del 1988, classificandosi addirittura nella Top 10, al Numero 9.
Il bassista Michael Delahunty lasciò il gruppo nel 1989 e i tre membri rimasti realizzarono il secondo album, Peace of Mind, meno conosciuto, che seguì l'album di debutto, All That Jazz, all'inizio del 1990.
Il sound della band era costituito da un mix di jazz leggero, pop e soul, sotto certi aspetti simile a quello degli Air Supply o anche allo stile di Rick Astley. Comunque, il loro successo ebbe vita breve: non riuscirono a piazzare nella UK Top 75 britannica nessun singolo tratto dal secondo lavoro, Peace of Mind, le cui vendite furono praticamente nulle, nonostante alcuni dei brani dell'LP ricevettero un gran numero di passaggi radio; la situazione andò un po' meglio negli USA, dove sia il secondo che il terzo estratto dal 33 giri, "Say a Prayer" e "Does She Love That Man", entrarono nella Top 40. Nello stesso 1990, il gruppo si sciolse, nel disinteresse generale, non riuscendo a trovare una casa discografica, su entrambe le sponde dell'Atlantico, disposta a continuare a promuoverli, pur trattandosi di una band di un certo livello musicale, superiore a diversi altri artisti o gruppi che circolavano all'epoca, e nonostante gli innegabili traguardi raggiunti in poco tempo.
Secondo la homepage del sito web ufficiale dei Breathe, successivamente chiuso dopo il loro scioglimento, il batterista Ian Spice, detto "Spike", sarebbe morto nel 2000, ma non venne fatto alcun accenno alle cause della sua morte né al periodo esatto in cui il musicista sarebbe deceduto.

## Formazione
- David Glasper (voce) - nato il 4 novembre 1965, a Cardigan, Galles centrale.
- Marcus Lillington (chitarre) - nato il 28 febbraio 1967, a Londra; attualmente, lavora in una ditta di web design (Headscape)[1] ed è un host di web design podcasting (Boagworld.com)[2].
- Spike (batteria) - vero nome Ian Spice, 18 settembre 1966; nato con sei dita in una delle due mani, fu operato alla nascita per l'asportazione del sesto dito.
- Michael Delahunty (basso) - membro della band nel 1988-1989.
- Steve Price-Wombley (tastiere) - nato a Trinidad, ha studiato a Charterhouse; successivamente, ha formato un'etichetta indipendente con Will "Crikey" Crichton-Stuart.

## Discografia

### Album
- 1988 - All That Jazz (UK #22, USA #34)
- 1990 - Peace of Mind (USA #116)
- 2004 - Best of Breathe

### Singoli
- 1986 - "Don't Tell Me Lies" (UK #77)
- 1987 - "Hands to Heaven" (USA #2, AC[3] #2 UK #4)
- 1988 - "Jonah" (UK #60)
- 1988 - "How Can I Fall?" (USA #3, AC #1 UK #48)
- 1989 - "Don't Tell Me Lies" (ristampa) (USA #10, AC #5 UK #45)
- 1990 - "Say Hello" (UK #87)
- 1990 - "Say a Prayer" (USA #21, AC #3 UK #93)
- 1990 - "Does She Love That Man" (USA #34, AC #17)